# Nabis lolupe
Nabis lolupe är en insektsart som först beskrevs av George Willis Kirkaldy 1908.  Nabis lolupe ingår i släktet Nabis och familjen fältrovskinnbaggar. Inga underarter finns listade i Catalogue of Life.